# Gultyglad kardinal
Gultyglad kardinal (Chlorothraupis frenata) är en fågel i familjen kardinaler inom ordningen tättingar.

## Utseende och läte
Gultyglad kardinal är en stor och knubbig tätting med kraftig mörk näbb. Fjäderdräkten är oansenlig för en kardinal, helt olivgrön, på strupe och övre delen av bröstet något mer gulaktig. Den gula tygeln som gett arten dess namn är inte alltid uppenbar i fält. Liknande hona rödkronad kardinal är slankare med längre stjärt, mer sotbrun fjäderdräkt och ljusare ben. Sången som består av visslingar är utdragen och ljudlig, medan lätena är rullande och hårda.

## Utbredning och systematik
Fågeln förekommer i östra Andernas förberg från centrala Colombia till centrala Bolivia. Den behandlas som monotypisk, det vill säga att den inte delas in i några underarter. Fågeln kategoriserades tidigare ofta som underart till Chlorothraupis carmioli, men urskiljs allmänt som egen art.

### Familjetillhörighet
Släktet Chlorothraupis placerades tidigare i familjen tangaror (Thraupidae). DNA-studier har dock visat att de egentligen är tunnäbbade kardinaler.

## Levnadssätt
Gultyglad kardinal hittas i fuktiga skogar i förberg och kringliggande låglänta områden. Där rör den sig i småflockar genom skogens nedre och mellersta skikt, ofta i kringvandrande artblandade grupper.

## Status och hot
Arten har ett stort utbredningsområde, men tros minska i antal, dock inte tillräckligt kraftigt för att den ska betraktas som hotad. Internationella naturvårdsunionen IUCN listar arten som livskraftig (LC).